# ゼロ高等学院
ゼロ高等学院（ぜろこうとうがくいん）は、堀江貴文 主宰、「将来の夢なんか、いま叶えろ」「座学よりも行動」を教育方針として掲げる通信制の教育機関。
全国に約80名の生徒が在籍し、「日本一起業家を輩出する高校」を目指す。

## 概要
- 通信制高校である鹿島山北高等学校（学校法人鹿島学園）と教育提携を行っており、高校卒業資格の取得が可能となっているサポート校。 オンラインでの授業に加え、オフラインの活動が充実しているのも特徴。

### 起業
堀江貴文にゼロ高生がプレゼンするZERO-1 PITCH（ゼロワンピッチ）の模様はホリエモンチャンネルでも人気のコンテンツとなっている。  好きなことで稼ぐ、自立することを目標に、「起業」の授業や、企業へのインターンシップ活動なども積極的に行われている。

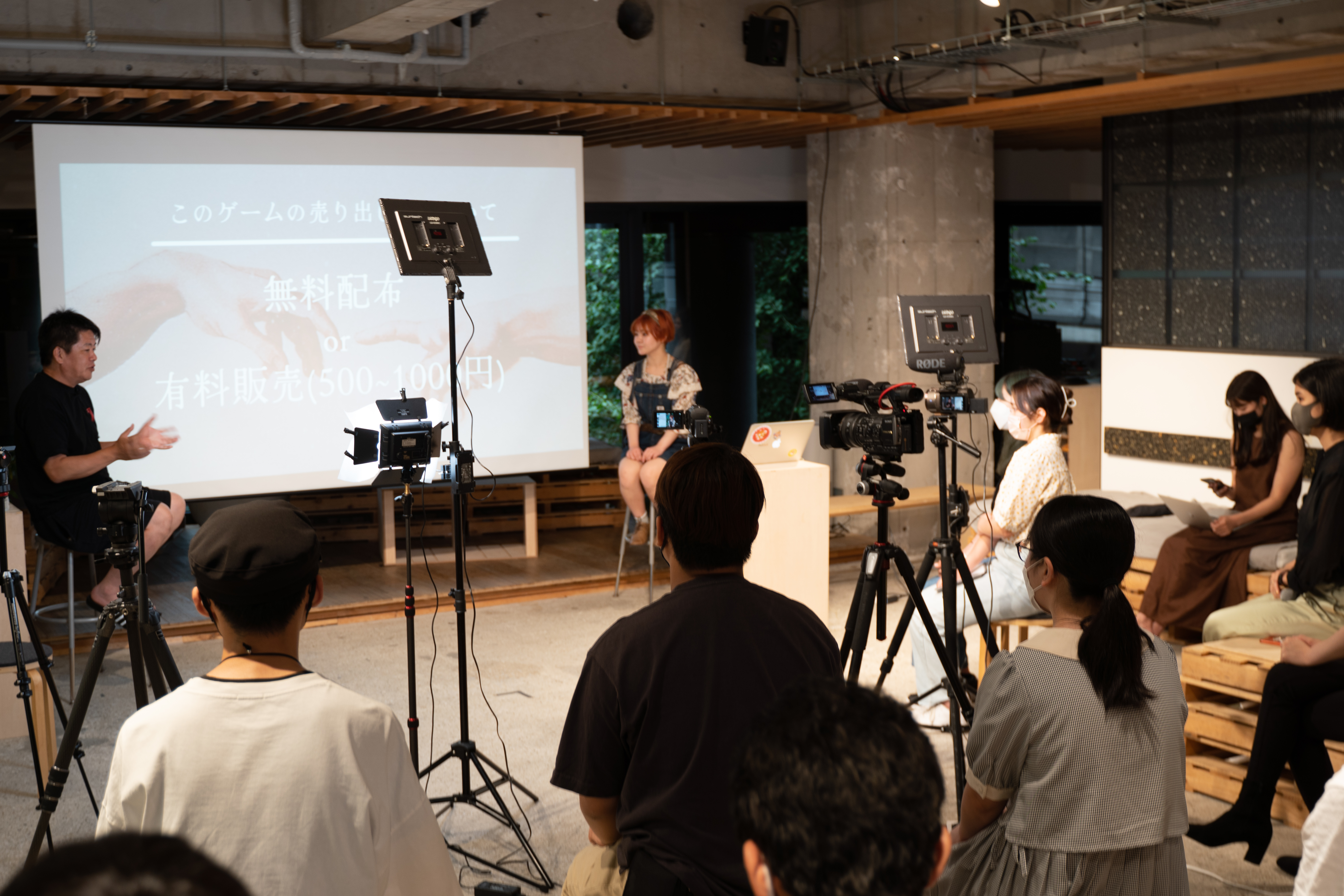
ZERO-1 PITCH（ゼロワンピッチ）2022年7月

### キャンプ、オフライン活動
キャンプ（修学旅行）を年に2回実施しており、企画や予算管理などを生徒たちが行うなどもしている。また、オフ会の開催やフットサル、カフェイベントなど、普段オンラインでやりとりしている生徒が全国から集まりオフラインでのリアルな活動を充実させている。